# Templo de Júpiter (Damasco)
O Templo de Júpiter em Damasco foi construído pelos romanos, começando durante o governo de Augusto e concluído durante o governo de Constâncio II.

## História

### Templo arameu de Hadad-Ramman
Damasco foi a capital do estado arameu Arã-Damasco durante a Idade do Ferro. Os arameus do oeste da Síria seguiram o culto de Hadad-Ramman, o deus das tempestades e da chuva, e ergueram um templo dedicado a ele no local da atual mesquita omíada. Não se sabe exatamente como era o templo, mas acredita-se que tenha seguido a forma arquitetônica tradicional semita-cananeia, lembrando o Templo de Jerusalém. O local provavelmente consistia em um pátio murado, uma pequena câmara para adoração e uma estrutura semelhante a uma torre que normalmente simbolizava o "lugar alto" dos deuses da tempestade, neste caso Hadad. Uma pedra que resta do templo arameu, datada do governo do rei Hazael, está atualmente em exibição no Museu Nacional de Damasco.

### Templo romano de Júpiter
O Templo de Hadad-Ramman continuou a desempenhar um papel central na cidade, e quando os romanos conquistaram Damasco em 64 a.C., assimilaram Hadad com o seu próprio deus do trovão, Júpiter. Assim, eles se engajaram em um projeto para reconfigurar e expandir o templo sob a direção do arquiteto Apolodoro, nascido em Damasco, que criou e executou o novo projeto. A simetria e as dimensões do novo Templo Greco-Romano de Júpiter impressionaram a população local. Com exceção da escala muito aumentada do edifício, a maior parte do seu desenho semítico original foi preservado; o pátio murado foi praticamente deixado intacto. No centro do pátio ficava a cela, uma imagem do deus que os seguidores honrariam. Havia uma torre em cada um dos quatro cantos do pátio. As torres eram usadas para rituais alinhados com as antigas tradições religiosas semíticas, onde os sacrifícios eram feitos em lugares altos.
O tamanho do complexo sugere que a hierarquia religiosa do templo, patrocinada pelos romanos, exerceu grande influência nos assuntos da cidade. O templo romano, que mais tarde se tornou o centro do culto imperial a Júpiter, pretendia servir como resposta ao templo judaico em Jerusalém. Em vez de ser dedicado a um deus, o templo romano combinava (interpretatio graeca) todos os deuses afiliados ao céu que eram adorados na região, como Hadad, Ba'al-Shamin e Dushara, no "supremo-celestial-astral Zeus". O Templo de Júpiter receberia novas adições durante o período inicial do domínio romano da cidade, principalmente iniciado por sumos sacerdotes que coletavam contribuições dos cidadãos ricos de Damasco. Acredita-se que o pátio interno, ou temenos, tenha sido concluído logo após o fim do reinado de Augusto em 14 d.C. Este era cercado por um pátio externo, ou períbolos, que incluía um mercado, e foi construído em etapas conforme os fundos permitiam, e concluído em meados do século I d.C. Nessa época, o portal oriental ou propileu foi construído pela primeira vez. Este portal principal foi posteriormente ampliado durante o reinado de Sétimo Severo (r. 193–211 d.C.).
No século IV d.C., o templo era especialmente conhecido pelo seu tamanho e beleza. Estava separado da cidade por dois conjuntos de muralhas. A primeira parede, mais larga, abrangia uma ampla área que incluía um mercado, e a segunda parede cercava o verdadeiro santuário de Júpiter. Foi o maior templo da Síria Romana.

### História posterior
Durante a perseguição aos pagãos no final do Império Romano, Teodósio I converteu o templo em uma igreja dedicada a João Batista. Depois que os muçulmanos tomaram Damasco em 635 d.C., a igreja foi compartilhada por setenta anos, mas Al-Walid I a converteu na Mesquita Omíada.

## Arqueologia e interpretação
Richard Pococke publicou uma planta do complexo do templo em 1745 em sua obra A Description of the East and Some other Countries, Vol. II. Em 1855, o reverendo Josias Porter publicou uma planta mostrando 40 colunas sobreviventes ou fragmentos de colunas que ainda sobreviveram entre as casas da área. Em 1921, Wulzinger and Watzinger fizeram um plano mostrando que os períbolos mediam cerca de 350m por 450m.